# Georgisme

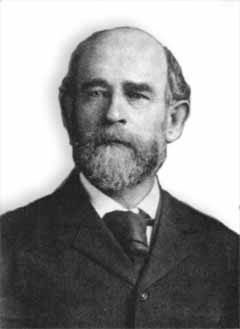
Henry George

El georgisme o geoisme (també anomenat en anglès: Georgism, Geoism o Geonomics) és una ideologia de l'economia que manté que la gent és propietària del que ha creat; en canvi, tot el que ha creat la natura, i especialment la terra, pertany per igual a tothom. La filosofia georgista o geoista es basa en els escrits de l'economista Henry George (1839–1897), i normalment s'associa amb la idea d'un impost únic sobre el valor de la terra, és a dir, a recaptar la renda de la terra.
Els georgistes també argumenten que tota renda econòmica provinent per exemple de la terra, de l'extracció de minerals, quotes de pesca, ús de passadissos aeris, etc. i retorns extraordinaris de monopolis naturals, haurien d'acumular-se a la comunitat en comptes de fer-ho a propietaris privats i que no s'hauria d'imposar cap altre impost ni fer costoses regulacions econòmiques. Els moderns ambientalistes troben atractiva la idea que la terra és una propietat comuna de la humanitat i alguns han donat suport a la idea de la reforma fiscal ecològica.
Malgrat que tots dos defensaven els drets dels treballadors, Henry George i Karl Marx van ser antagonistes. Els dos economistes tenien diferents perspectives a l'hora d'entendre i solucionar els problemes socials. Mentre que George era un liberal, Marx es basava en l'autoritarisme de l'economia dirigida.
Curiosament, Lizzie Magie, l'any 1903, la creadora del joc que més tard es va dir Monopoly, era una partidària del georgisme i volia mostrar els efectes perniciosos que causa a la societat el monopoli de la terra.
Albert Einstein va escriure dues cartes, l'any 1934, a la filla de Henry George lloant el seu pare per la bella combinació d'intel·lectualitat i amor a la justícia.
Lev Tolstoi va dir que les persones que no estan d'acord amb Henry George, simplement és perquè no el coneixen.
A Catalunya, alguns dels seguidors d'aquesta filosofia van ser Jesús Paluzie, Petro Nuez i Joan Manuel Alarcón.